# Luiz Saldanha
Luiz Vieira Caldas Saldanha ComPA • OG • GOSE (Lisboa, 16 de Dezembro de 1937 —  Cascais, 16 de Novembro de 1997) foi um biólogo marinho português, Professor Catedrático da Faculdade de Ciências da Universidade de Lisboa, que se distinguiu no estudo da fauna marinha do Atlântico Nordeste.
Luiz Saldanha introduziu em Portugal o ensino de diversas disciplinas no âmbito da Biologia Marinha, como a Ictiologia e a Oceanografia Biológica. Enquanto docente universitário, foi responsável pela formação científica de numerosos biólogos marinhos que mais tarde viriam a tornar-se investigadores e docentes de diferentes universidades e institutos portugueses e estrangeiros. Desempenhou diversos cargos de liderança institucional, quer estatais, quer associativos. Considerado por vários autores como o «reformador da oceanografia portuguesa», Saldanha contribuiu de forma decisiva para o desenvolvimento e coordenação das ciências e tecnologias do Mar em Portugal.

## Biografia

### Primeiros anos
Luiz Saldanha nasceu a 16 de Dezembro de 1937, em Lisboa (São Sebastião da Pedreira). Estudou no Liceu Francês de Lisboa (Lycée français Charles Lepierre), onde concluiu os ensinos primário e liceal. Nesses anos, integrou o agrupamento de escuteiros da Igreja de São Luís dos Franceses, onde cultivou o gosto pela exploração da natureza. Sobrinho do arqueólogo Eduardo da Cunha Serrão, desde muito jovem acompanhou o tio em escavações e outros trabalhos arqueológicos. Estas experiências permitiram-lhe desenvolver a curiosidade científica. Contudo, o seu interesse específico pela vida animal, que mais tarde o leva à Biologia, foi exclusivamente genuíno, não tendo tido qualquer influência directa.
Muito jovem, Saldanha foi um dos pioneiros do mergulho em Portugal. Em 1956, aos 18 anos e já estudante universitário, fez o seu primeiro mergulho, com um escafandro emprestado e sem fato isotérmico, nas águas de Sesimbra. Meses mais tarde, participa na sua primeira campanha oceanográfica, a convite do Professor Mário Ruivo, do Instituto de Biologia Marinha. Aí, a bordo do NRP Faial, tem a oportunidade de conhecer investigadores estrangeiros, como Jean-Marie Pérès, da prestigiada Estação Marinha de Endoume, com quem passa a corresponder-se.

### Percurso académico e profissional
Em 1961, Saldanha licenciou-se em Ciências Biológicas pela Faculdade de Ciências de Lisboa, tendo concluído as últimas cadeiras durante o cumprimento de um longo serviço militar de sete anos, enquanto oficial do exército. No ano seguinte, já casado, é mobilizado para servir em África, permanecendo por dois anos e três meses (1962-1965) em Angola, na Zona de Intervenção Norte (ZIN). A par dos compromissos militares, Saldanha aproveitou a estada em Angola para fins científicos. Aí aperfeiçoou as suas técnicas de taxidermia e recolheu diversos exemplares de animais e plantas que mais tarde veio a depositar no Museu Bocage, actual Museu Nacional de História Natural e da Ciência.
Terminado o serviço militar em 1965, Saldanha inicia a carreira profissional, aos 27 anos, como naturalista do Museu Bocage. Aí permanece até 1970, quando passa a investigador do Museu e Laboratório Zoológico e Antropológico da Faculdade de Ciências de Lisboa.
Em 1974, conclui o Doutoramento em Ciências, na especialidade de Ecologia Animal, pela FCUL, tendo sido aprovado com Distinção e Louvor. Inicia então um longo período de leccionação na mesma faculdade. Em 1975 como Professor Auxiliar, em 1978 como Professor Extraordinário e em 1979 como Professor Catedrático.
No ano em que se doutorou, 1974, Saldanha empreendeu a recuperação do Forte de Nossa Senhora da Guia, situado na estrada do Guincho, em Cascais, onde reactivou e dinamizou o Laboratório Marítimo da Guia. Requereu, a 9 de Abril de 1974, a classificação do Forte como Imóvel de Interesse Público, tendo a petição sido aprovada em 1977. Aí, desenvolveu trabalhos pioneiros de investigação nos campos da Biologia Marinha e da Oceanografia Biológica e orientou diversos estágios de licenciatura dos seus alunos. O laboratório funciona, desde então, como pólo de investigação e ensino da Faculdade de Ciências de Lisboa. Saldanha esteve responsável pelo laboratório entre 1974 e 1997, ano do seu falecimento.

### Investigação e divulgação científica
As investigações e campanhas oceanográficas empreendidas por Luiz Saldanha não se cingiram aos mares de Portugal, tendo-se estendido um pouco por todos os continentes e oceanos. Trabalhou por longos períodos em laboratórios em França, Reino Unido, Estados Unidos e Mónaco, e empreendeu expedições no Mar Mediterrâneo, nos oceanos Atlântico, Ártico, Índico e Pacífico, e na Antárctida. Foi esta multiplicidade geográfica das suas expedições que o levou a ser denominado pela imprensa de «Homem dos Sete Mares». Nestas missões, desde 1969, mergulhou regularmente nos submersíveis franceses Archimède e Nautile e no americano Alvin em estudos de biologia abissal e fauna hidrotermal. A bordo deste último, em 1992, foi responsável pela descoberta da primeira fonte hidrotermal submarina dos Açores, o Campo Hidrotermal Lucky Strike.
Além dos trabalhos de mar, o interesse de naturalista de Luiz Saldanha levou-o a efectuar igualmente expedições terrestres em diferentes áreas desérticas, viajando muitas vezes em caravanas tradicionais. Nestas viagens, prestava especial atenção ao lado humano e etnográfico dos vários povos com que se cruzou.
Em Março de 1978, um incêndio lavrou o edifício da Faculdade de Ciências de Lisboa, então instalada na Escola Politécnica, destruindo completamente o laboratório de Luiz Saldanha. Ficaram completamente arrasados todos os seus equipamentos, materiais zoológicos de estudo, manuscritos de trabalho em curso, apontamentos, livros e separatas, bem como praticamente toda a colecção zoológica que recolhera nos nos anos que estivera em Angola. Tal infortúnio provocou o atraso de meses, ou até de anos, de trabalho científico.
Tendo como preocupação a divulgação científica, Luiz Saldanha deu grande enfoque à comunicação dos seus conhecimentos, quer à comunidade académica, quer ao público em geral. Realizou numerosas palestras e conferências, em Portugal e no estrangeiro, onde divulgou as suas investigações científicas e participações em campanhas oceanográficas. Fez parte de diversas comissões de leitura de revistas científicas nacionais e internacionais. Para o grande público, foi autor de séries de documentários na RTP, entre eles, Missão Açores (1984) e O Mar e a Terra (1985, 1987), tendo este último acompanhado as suas expedições em diferentes mares e continentes.

### Conservação da Natureza

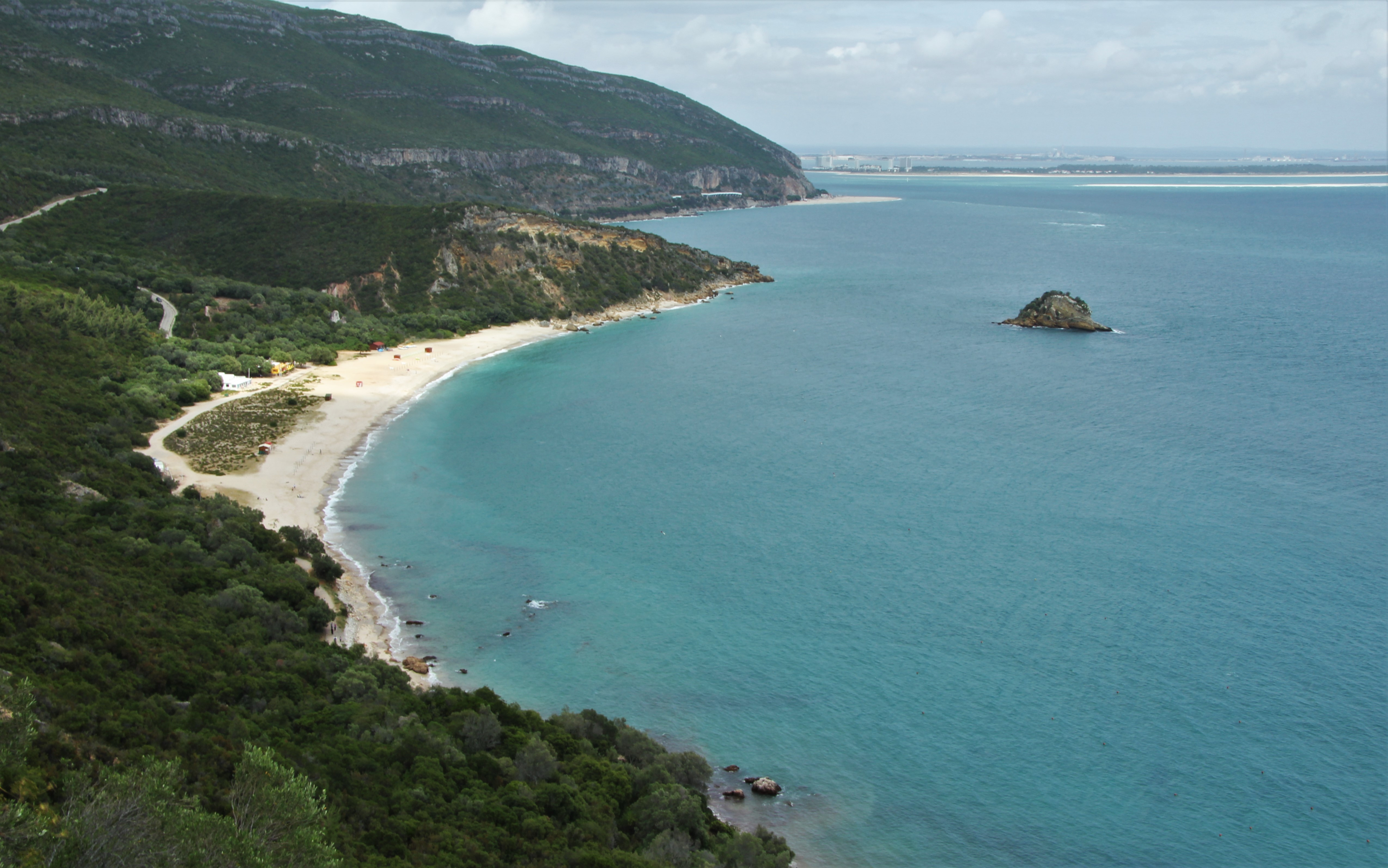
Vista da serra da Arrábida para as águas do Parque Marinho Professor Luiz Saldanha.

Desde cedo empenhado na conservação da natureza, em 1965, Luiz Saldanha apresentou, juntamente com os seus amigos do Centro Português de Actividades Subaquáticas (CPAS), um projecto que visava a criação de uma reserva marinha na costa da Arrábida, ao então Ministério da Marinha. Apesar de o Governo à época não ter acedido ao apelo, os seus esforços foram consagrados 33 anos depois, em 1998, com a criação do Parque Marinho Professor Luiz Saldanha, que engloba precisamente a área proposta por Saldanha.
Ao longo da sua carreira, Saldanha colaborou com diversas instituições e associações dedicadas ao conservacionismo. Entre estas, destaca-se a Liga para a Protecção da Natureza (LPN), da qual foi Presidente da Direcção entre 1985 e 1987 e, posteriormente, Presidente da Assembleia Geral.

### Cargos institucionais desempenhados
Luiz Saldanha desemprenhou diversos cargos de liderança institucional, a nível nacional e internacional. Em 1987, tomou posse como Presidente do Instituto Nacional de Investigação das Pescas (INIP), actual Instituto Português do Mar e da Atmosfera (IPMA). Como referido anteriormente, foi Presidente da Direcção (1985-1987) e da Assembleia Geral da Liga para a Protecção da Natureza (LPN). Foi ainda Vice-Presidente da Sociedade Portuguesa de Ciências Naturais; Conselheiro do Instituto Nacional de Investigação Científica (INIC); Membro do Conselho Superior de Ciência e Tecnologia; Membro de Mérito da Comissão para o Estudo e Aproveitamento do Leito do Mar (CEALM).
Em 1991, promoveu a fundação do Instituto do Mar (IMAR) com o objectivo de mobilizar e congregar todos os investigadores das Ciências do Mar em Portugal. Saldanha foi o primeiro Presidente da Direcção e do Conselho Científico deste instituto.
A nível internacional, Saldanha foi Vice-Presidente do secular Conselho Internacional para a Exploração do Mar; Vice-Presidente e Secretário da Sociedade Europeia de Ictiologia; Vice-Presidente da Comissão Internacional de História da Oceanografia; Membro do Conselho Científico da Fundação Alberto I, Príncipe do Mónaco, que detém o Instituto Oceanográfico de Paris e o Museu Oceanográfico do Mónaco; Investigador Estrangeiro na Académie des sciences; Delegado Português na Fundação Europeia de Ciência; Delegado Português no projecto de Ciências e Tecnologias Marinhas (MAST) da Comunidade Económica Europeia.

### Vertente artística
Luiz Saldanha manteve, ao longo da sua vida, uma notável dimensão artística que complementava a sua carreira científica. Durante as suas numerosas viagens e campanhas oceanográficas, elaborou diários meticulosamente ilustrados com aguarelas e desenhos a lápis de cor, capturando paisagens, espécies observadas e momentos marcantes das expedições. Estas ilustrações não só constituíam um importante complemento aos seus relatórios, como revelavam o seu sentido artístico e, por vezes, até humorístico. Muitos destes diários foram já requisitados para exposições e alguns publicados em livro, destacando a simbiose entre arte e ciência que caracterizava o trabalho de Saldanha.
Paralelamente, Saldanha dedicou-se ao coleccionismo de soldadinhos de chumbo. Além de coleccionar estas miniaturas, Saldanha dedicava-se à criação, modificação e pintura das peças, montando dioramas que retratavam cenas históricas ou militares com grande precisão e realismo. A qualidade destes seus trabalhos valeu-lhe vários prémios em exposições da especialidade, reconhecendo o seu talento neste domínio.
Esta faceta artística reflecte a personalidade versátil e multifacetada de Luiz Saldanha, que aliava o rigor científico a uma profunda sensibilidade estética.

### Morte
Luiz Saldanha faleceu a 16 de Novembro de 1997, na sua residência em Cascais, após um longo período de doença. Coincidentemente, a sua morte ocorreu no Dia Nacional do Mar, data que celebra a importância dos oceanos – aos quais Saldanha dedicou toda a sua vida profissional e académica. O seu precoce desaparecimento foi amplamente sentido na comunidade científica, sendo recordado como uma figura marcante na defesa e estudo do património marinho português.

## Distinções e Homenagens

### Distinções em vida
Em vida, Luiz Saldanha recebeu diversas distinções pelos seus trabalhos e investigações científicas, sobretudo por parte de organismos internacionais. Entre as mais relevantes, destacam-se:
- Grande Medalha Príncipe Alberto I (Mónaco): Atribuída em 1988 pelo Instituto Oceanográfico do Mónaco, em reconhecimento do seu contributo para o avanço das ciências do mar.[19]
- Grau de Oficial da Ordem de Grimaldi (Mónaco): Distinção concedida pelo Príncipe Rainier III do Mónaco.[4]
- Grau de Comendador da Ordem das Palmas Académicas (França): Em reconhecimento do seu papel no ensino e divulgação científica.[4]
- Prémio Personalidade Marítima do Ano - Manley Bendall (França): Concedido pela Académie de marine.[4]
- Tridente d'Oro (Itália): Prémio atribuído em 1990 pela Academia Internacional de Ciências e Técnicas Subaquáticas.[20]

### Homenagens póstumas
Após a sua morte, Luiz Saldanha foi amplamente homenageado em reconhecimento do seu legado. As principais distinções incluem:
- Parque Marinho Professor Luiz Saldanha: Em 1998, foi homenageado com a atribuição do seu nome à primeira reserva marinha de Portugal continental, integrada no Parque Natural da Arrábida, em reconhecimento do seu papel no estudo e classificação desta zona.[13][14]
- Museu Oceanográfico de Setúbal: Foi rebaptizado para Museu Oceanográfico Professor Luiz Saldanha[21] O museu fora fundado em 1955 pelo naturalista Luiz Gonzaga do Nascimento e está instalado, desde 1991, na Fortaleza de Santa Maria, no Portinho da Arrábida.[22][23]
- Campo Hidrotermal Saldanha: No mesmo ano de 1998, foi atribuído o seu nome à primeira operação organizada por investigadores portugueses às zonas hidrotermais dos Açores, a Missão Saldanha. A expedição foi chefiada pelo Professor Fernando Barriga, da Universidade de Lisboa, e resultou na descoberta de um monte submarino e nele uma nova fonte hidrotermal, igualmente baptizada com o seu nome.[24][25]
- Oceanário de Lisboa: Ainda em 1998 foi atribuido o seu nome a uma sala para eventos no edifício, a Sala Professor Luiz Saldanha.[26] Após a concessão do Oceanário à Sociedade Francisco Manuel dos Santos em 2016, a sala foi rebaptizada para Sala Sophia de Mello Breyner.
- Biblioteca Professor Luiz Saldanha: A 28 de Setembro de 1999, Saldanha foi homenageado pela Câmara Municipal do Funchal com a atribuição do seu nome à biblioteca da Estação de Biologia Marinha do Funchal, que reúne o seu espólio científico legado esta cidade.[27] A 24 de Outubro de 2011, a Biblioteca foi enriquecida com o espólio do Professor Armando Jorge Almeida.[28]
- Grau de Grande-Oficial da Ordem Militar de Sant'Iago da Espada: A 28 de Outubro de 1999, foi condecorado, a título póstumo, pelo Presidente da República Jorge Sampaio.[18][29]
- CTT Correios de Portugal: A 16 de Novembro de 1999, no segundo aniversário do seu desaparecimento, Saldanha foi homenageado com a edição de um Postal comemorativo do Dia do Mar, com a sua imagem.
- Sociedade de Geografia de Lisboa: No mesmo dia, a Sociedade de Geografia de Lisboa homenageou-o com a inauguração da exposição Luiz Saldanha: Naturalista do Século XX, no Museu da Sociedade de Geografia.[4]
- Museu Nacional de História Natural e Laboratório Marítimo da Guia: A 13 de Dezembro de 2007, estas instituições promoveram uma sessão de homenagem para assinalar o décimo aniversário da morte de Luiz Saldanha.[30] Na ocasião, foi lançado o livro Luiz Saldanha e o Laboratório Marítimo da Guia, da autoria de Armando J. Almeida e Pilar Pereira.[31] No Museu, foi ainda inaugurada a exposição Luiz Saldanha: O Naturalista e o Mar, que se estendeu até Abril de 2008.[32]

#### Homenagens recentes
- Câmara Municipal do Funchal: A 16 de Novembro de 2021, o Funchal assinalou novamente, nas comemorações do Dia do Mar, o aniversário da morte de Luiz Saldanha.[33] A sessão evocativa decorreu na Estação de Biologia Marinha do Funchal e foi presidida pela vereadora Margarida Pocinho e pelo cientista Manuel Biscoito.
- Câmara Municipal de Sesimbra: A 7 de Maio de 2022, Sesimbra homenageou Luiz Saldanha, a título póstumo, atribuindo-lhe o Medalhão da Vila de Sesimbra, pelo seu papel na descoberta e classificação das jazidas com vestígios de pegadas de dinossauros da Pedra da Mua e Lagosteiros, no Cabo Espichel, e da Pedreira do Avelino, no Zambujal. A cerimónia, que decorreu na Igreja de Nossa Senhora do Cabo, assinalou os 25 anos da classificação das jazidas enquanto Monumento Natural. Foram igualmente distinguidos com o mesmo galardão os professores Miguel Telles Antunes e Galopim de Carvalho.[34]
- Aquário Vasco da Gama: A 6 de Junho de 2023, Luiz Saldanha foi homenageado no contexto do lançamento do livro Missão Oceanográfica Arquipélago da Madeira 1984, que evoca a expedição científica às ilhas Selvagens e à ilha da Madeira, a bordo do NRP Ribeira Grande, organizada em 1984 pelo Aquário Vasco da Gama. A obra recorda a viagem através dos desenhos a lápis e aguarela do diário de Luiz Saldanha e das fotografias subaquáticas do arquitecto e mergulhador Jorge Albuquerque, também homenageado na ocasião. A sessão decorreu no Aquário Vasco da Gama e enquadrou-se nas comemorações dos 125 anos desta instituição.

#### Toponímia
- Câmara Municipal de Cascais: Luiz Saldanha tem o seu nome perpetuado na toponímia da vila de Cascais, numa rua do Bairro do Rosário, onde Saldanha residia.[35]
- Câmara Municipal de Tavira: O seu papel no estudo da Ria Formosa foi reconhecido, com a atribuição do seu nome a uma rua da freguesia de Santa Luzia.[36]

### Espécies com o nome de Luiz Saldanha
Luiz Saldanha foi ainda homenageado pelos seus pares nacionais e estrangeiros com a atribuição do seu nome à nomenclatura biológica de novas espécies, demonstrando assim reconhecimento pela sua marca na cultura científica:
- Charaxes lucretius saldanhai (Bivar de Sousa, 1983) – Lepidóptero angolano. Subespécie do Charaxes lucretius;[37]
- Coloconger saldanhai (Quéro, 2001) – Espécie de enguia, do género Coloconger;[38]
- Geocharis saldanhai (A. Serrano & Aguiar, 2001) – Espécie de insecto (escaravelho);[39]
- Ilyophis saldanhai (Karmovskaya & Parin, 1999) – Espécie de enguia;[40]
- Ophidion saldanhai (Matallanas & Brito, 1999) – Peixe endémico de Cabo Verde e golfo da Guiné;[41]
- Pachycara saldanhai (Biscoito & Almeida, 2004) – Espécie de peixe das regiões profundas do oceano;[42]
- Puellina saldanhai (Harmelin, 2001) – Animal marinho microscópico do sul de Portugal.[43]

## Obras publicadas
Ao longo da vida, Luiz Saldanha publicou cerca de 130 trabalhos científicos em revistas especializadas portuguesas e estrangeiras, e 5 livros. Tais trabalhos têm sido frequentemente citados, até hoje, na bibliografia nacional e internacional. De destacar, como referência, a obra Fauna Submarina Atlântica, editada em 1980 pelas Publicações Europa-América, e reeditada sucessivamente. 
Dada a longa lista de publicações, apresentam-se apenas alguns títulos como referência:
- 1959 – Alguns processos usuais para a preparação e conservação de animais marinhos. Naturália, 8 (1): 1-14.
- 1959 – Como nasceu a secção de estudos submarinos da Sociedade Portuguesa de Ciências Naturais. Naturália, 8 (1): 1-5.
- 1960 – Recordando a Zoologia.  CPAS. Revista Portuguesa de Actividades Subaquáticas, 2: 1-2.
- 1962 – Exploração submarina. O Sesimbrense, 359: 1 e 3.
- 1965 – Sobre três espécies de teleósteos (Nettastomidae e Notacanthidae) novas para a Costa de Portugal. Notas e Estudos do Instituto de Biologia Marinha, 32/3: 1-18.
- 1965 – As espécies cinegéticas do Norte de Angola. Caça e tiro ao voo, 7: 32-33, 36.
- 1965 – Como colher, preparar e conservar animais marinhos.  Boletim do Centro Português de Actividades Subaquáticas, 11: 8-9.
- 1966 – Fauna do Nordeste de Angola. Geographica: Revista da Sociedade de Geografia de Lisboa, Ano II, Nº 8,  p. 2-15.
- 1967 – Vasos cerâmicos de Angola. Geographica: Revista da Sociedade de Geografia de Lisboa, Ano III, Nº 10,  p. 35-56.
- 1968 – Noroeste de Angola. Geographica: Revista da Sociedade de Geografia de Lisboa, Ano IV, Nº 13,  p. 71-85.
- 1971 – Observations bionomiques à “Pedra da Anixa”. Bulletin de l’Association des professeurs de Biologie-Géologie, Suppl. 201: p. 127-132.
- 1973 – La côte du Mozambique. Résultats d’une exploration zoologique préliminaire. Bulletin du Muséum National d’Histoire Naturelle, Paris, (3), 158, Ecologie générale, 14: p. 249-259.
- 1974 – Estudo do povoamento dos horizontes da rocha litoral da costa da Arrábida. Edição do Museu Bocage (Tese de Doutoramento).
- 1974 – Sobre a forma das grandes profundidades marinhas e sua origem. Edição do Museu Bocage (Prova complementar de Doutoramento).
- 1980 – Fauna Submarina Atlântica. Publicações Europa-América.
- 1980 – Estudo ambiental do estuário do Tejo: povoamentos bentónicos, peixes e ictioplancton do estuário do Tejo Comissão Nacional do Ambiente/Tejo, nº5 – Relatório 4.
- 1982 – O rei D. Carlos pioneiro da Oceanografia europeia. Revista de Marinha, Nº 110, p. 3-8.
- 1986 – A protecção e a conservação do meio marinho. Que futuro para a costa Sudoeste, Ambiente em discussão 1, pp. 51-55. Ed. Liga para a Protecção da Natureza.
- 1988 – A protecção e a conservação do meio marinho nos Açores e na Madeira. Primeiras Jornadas Atlânticas de Protecção do Meio Ambiente, pp. 315-317. Angra do Heroísmo.
- 1989 – Euskal Herriko itsas sakonetaro fauna. [Fauna marinha profunda do País Basco], Ed. Krisaly, 101 pp
- 1992 – Um parque marinho no Espichel. Sesimbra cultural, 2: 41-43.
- 1993 – Prince Albert of Monaco and King Carlos of Portugal: Their contribution to the knowledge of the Atlantic deep-sea fauna. Abstracts of the V International Congress on the History of Oceanography, 1 p.
- 1994 – Germano da Fonseca Sacarrão – Um Biólogo Marinho, um Grande Amigo. Professor Germano da Fonseca Sacarrão (1914-1992). Edição do Museu Bocage, pp. 73-86.
- 1995 – Fauna submarina Atlântica: Portugal continental, Açores, Madeira (2ª edição, revista e aumentada) Publicações Europa-América.
- 1997 – One hundred years of Portuguese Oceanography in the footsteps of King Carlos Bragança. Edição do Museu Bocage.